# Crenadactylus pilbarensis
El gecko sin garras de Pilbara (Crenadactylus pilbarensis) es una especie de gecko del género Crenadactylus, perteneciente a la familia Diplodactylidae. Fue descrita científicamente por Doughty, Ellis y Oliver en 2016.

## Distribución
Se encuentra en Australia (Pilbara).